# سیارک ۲۱۶۳۹
سیارک ۲۱۶۳۹ (به انگلیسی: 21639 Davidkaufman، نامگذاری:1999ND39) بیست و یک هزار و ششصد و سی و نهمین سیارک کشف شده‌است که در ۱۴ ژوئیه ۱۹۹۹ کشف شد.
قدر مطلق سیارک برابر ۱۸.۶ است.